# جنيفير لويس
جنيفير لويس (بالإنجليزية: Jenifer Lewis)‏ هي ممثلة أمريكية، ولدت في 25 يناير 1957 في الولايات المتحدة.

## أعمال

### أفلام
- (2009) الأميرة والضفدع[5][6][7][8][9]
- (2010) فكر كرجل[10]

### مسلسلات
- بلاك-يش

## وصلات خارجية
- جنيفير لويس على موقع IMDb (الإنجليزية)
- جنيفير لويس على موقع روتن توميتوز (الإنجليزية)
- جنيفير لويس على موقع ألو سيني (الفرنسية)
- جنيفير لويس على موقع ميوزك برينز (الإنجليزية)
- جنيفير لويس على موقع أول موفي (الإنجليزية)
- جنيفير لويس على موقع قاعدة بيانات برودواي على الإنترنت (الإنجليزية)
- جنيفير لويس على موقع قاعدة بيانات الأفلام السويدية (السويدية)
- جنيفير لويس على موقع إن إن دي بي (الإنجليزية)
- جنيفير لويس على موقع ديسكوغز (الإنجليزية)
- جنيفير لويس على موقع قاعدة بيانات الفيلم (الإنجليزية)